# Collection Philippi

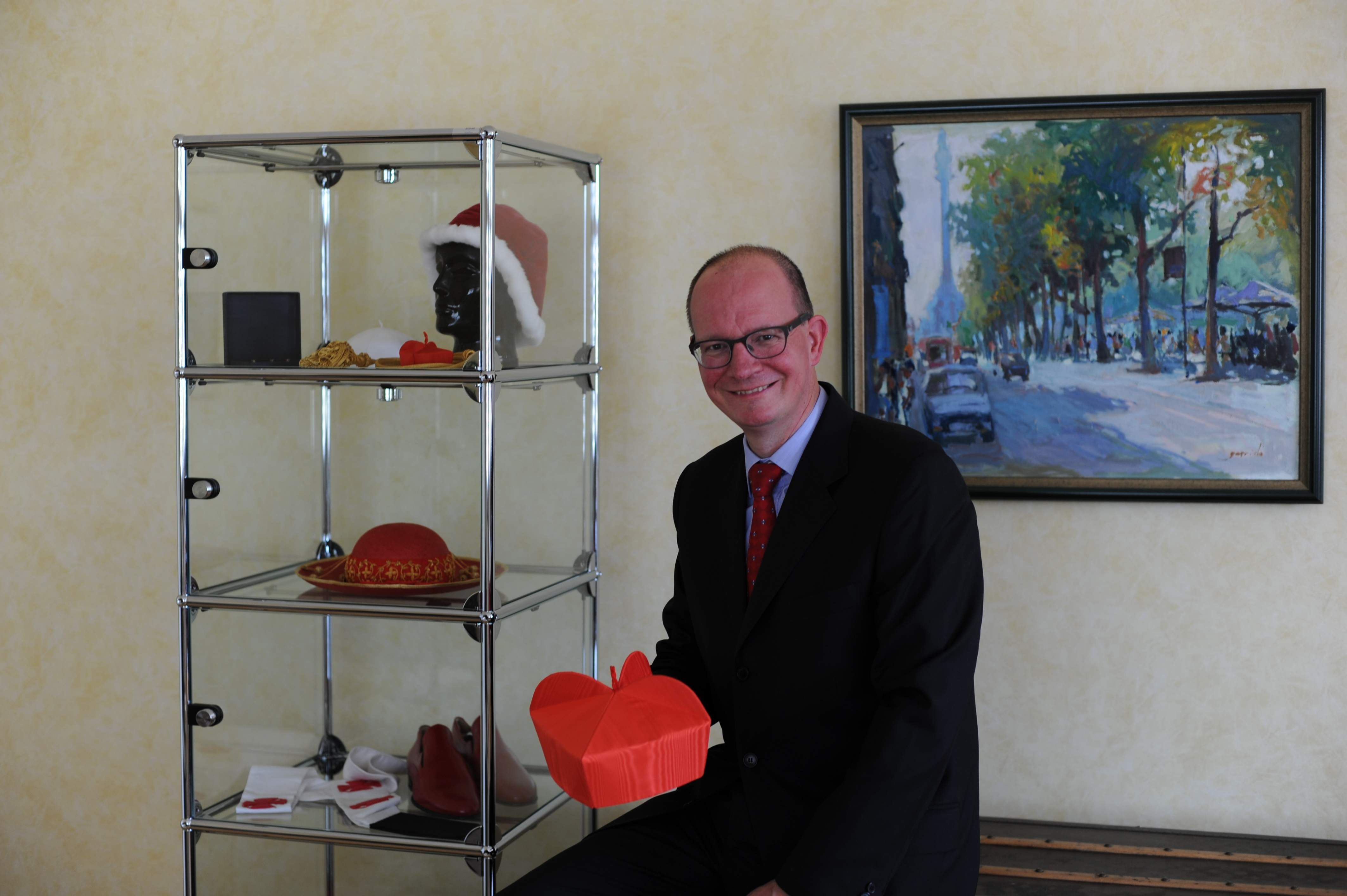
Dieter Philippi avec sa première pièce de collection, une barrette de cardinal en soie rouge moiré

La Collection Philippi est le plus grand recueil de couvre-chefs portés par les représentants et dignitaires de différentes religions et croyances. C'est une collection privée installée à Kirkel, en Sarre (Allemagne).

## La collection

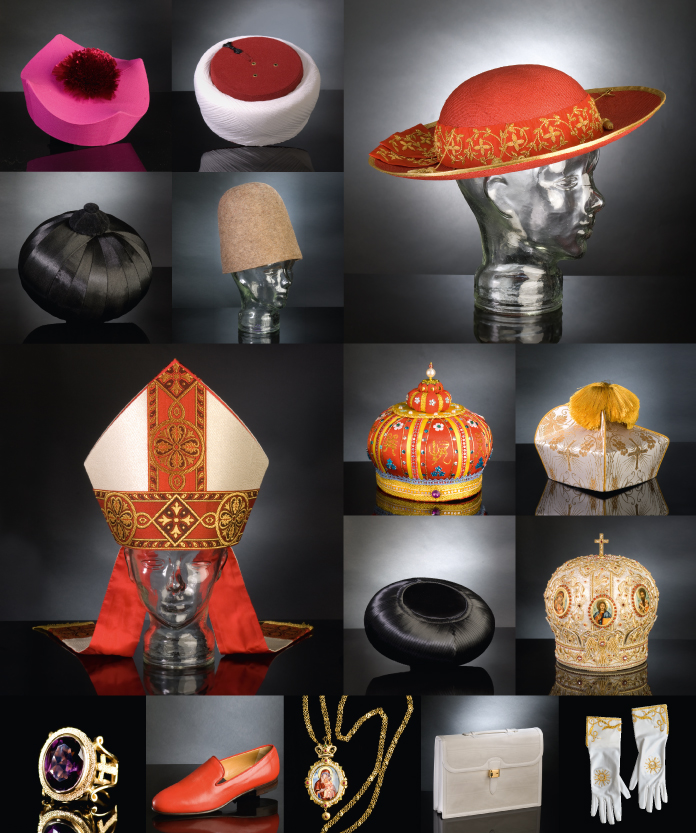
Quelques pièces de la collection Philippi

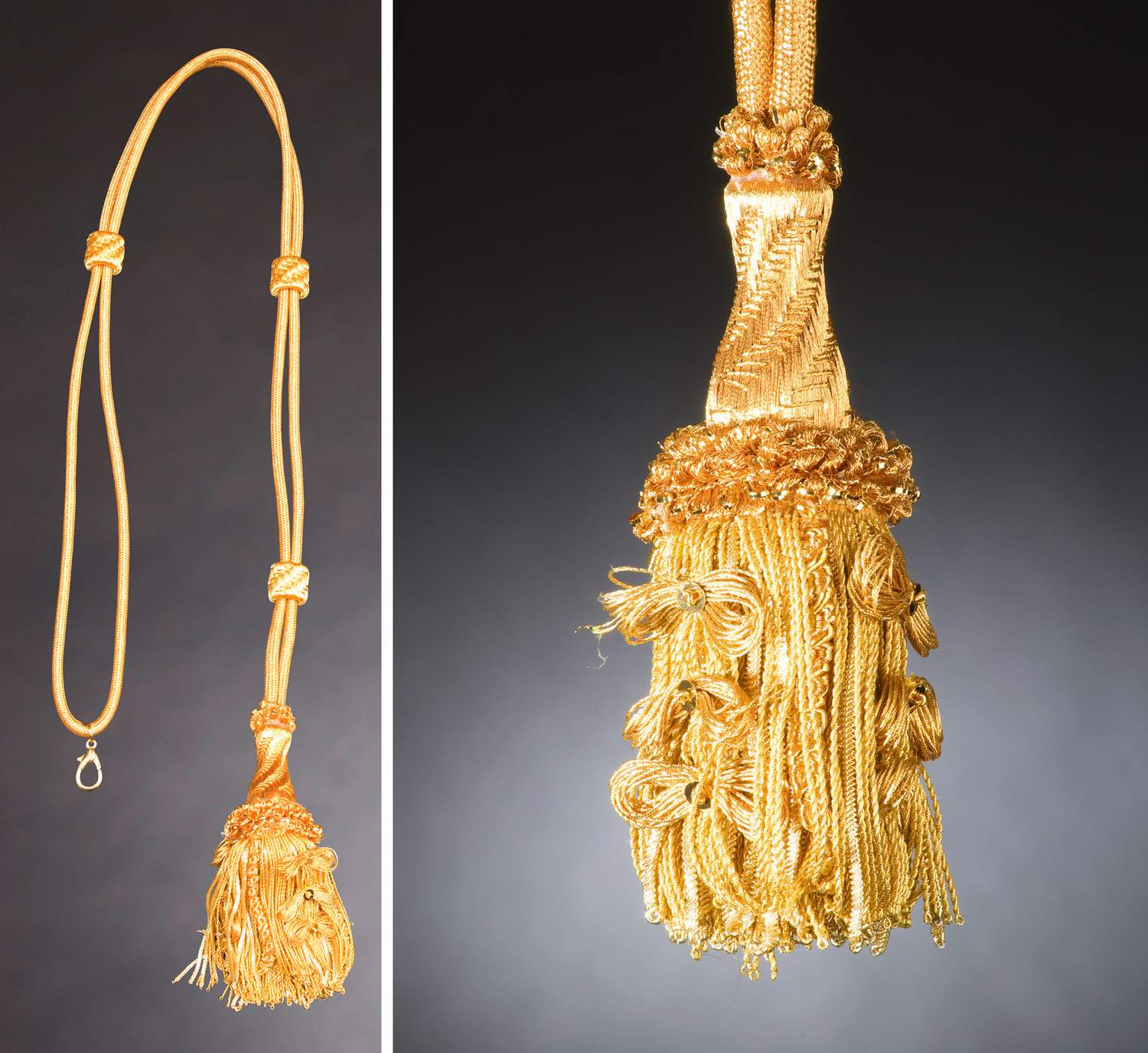
Cordon pectoral doré – porté dans l’église catholique romaine par le pape

La collection Philippi est une collection privée rassemblée par l'entrepreneur allemand Dieter Philippi.
La partie centrale de la collection comporte plus de 500 couvre-chefs de religions et croyances telles que le christianisme, l'islam, le judaïsme, le caodaïsme, le shintoïsme, le bouddhisme, le sikhisme, les églises libres, le soufisme, l'lenabaptisme.
On y trouve également plus d´une centaine de pièces liturgiques et sacerdotales comme des chaussures et des gants pontificaux, le pallium, des croix pectorales, des bagues d'évêques, de la porcelaine du service pontifical, des ceintures de soutane et un foulard de cardinal.
De plus, 52 cordons pectoraux, en partie sertis de riche passementerie et servant d´attache aux croix pectorales, complètent la collection. Dans l’église catholique romaine, le pape, les cardinaux, les évêques et les abbés portent leur croix pectorale fixée par un cordon pectoral.

## Lieu
Même si la collection n´est pas présentée au public en ce moment[Quand ?], elle peut se visiter  visiter à Kirkel, en Sarre, sur demande téléphonique préalable.

## Motif et conception
Initialement, le couvre-chef avait une fonction protectrice. Au fil du des temps une fonction de distinction vint s´y ajouter: le couvre-chef déterminait le rang, le métier, l´appartenance de son porteur. Finalement, il lui fut attribué une fonction décorative.
Les couvre-chefs religieux forment un petit groupe au sein du monde des chapeaux. Étant portés par de différents représentants, ils permettent aux connaisseurs de reconnaître l´appartenance et le rang du porteur. De plus, ils contribuent à l´apparat du vêtement quand ils sont confectionnés en tissus de qualité exceptionnelle et en métaux précieux ou sertis de pierres précieuses. De nos jours, leur fonction protectrice est plutôt secondaire.

## Expositions
- Octobre 2010 à juillet 2011 : Une petite partie de la collection est exposée au Musée allemand d'hygiène à Dresde sous le thème Kraftwerk Religion.
- Mars à avril 2011 : Caisse d’épargne Sarrebruck
- 3 juillet au 30 octobre 2011 : Alles Kopfsache - Hut, Helm, Tuch & Co., LWL- Industriemuseum Henrichtsütte, Hattingen

## Galerie

Un choix de couvre-chefs et d´objets du culte de la collection Philippi
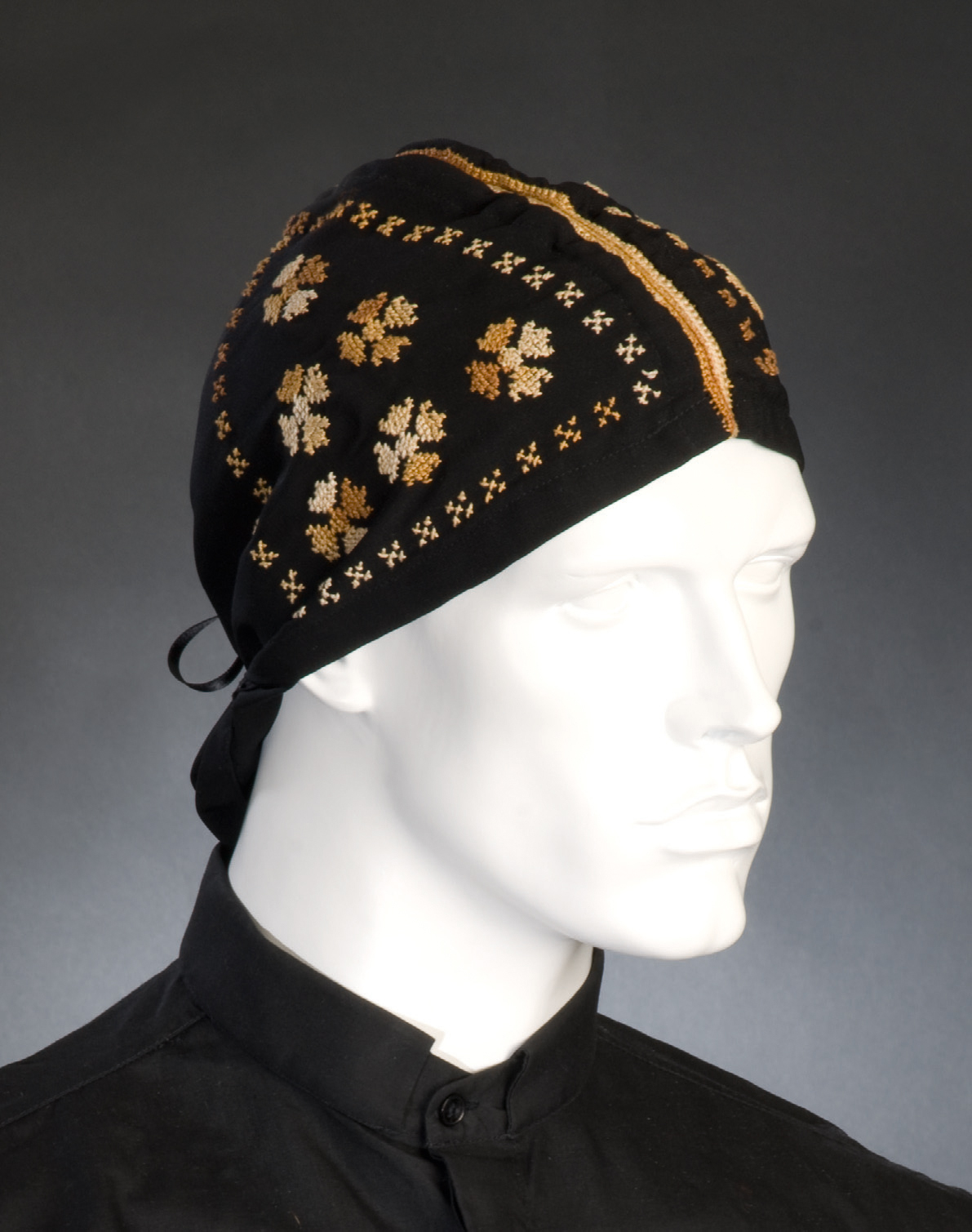
Kalansowa (Kalansoah, Qalansuwah, Kalansawa) – portée dans l’église copte orthodoxe par les évêques et les prêtres moines
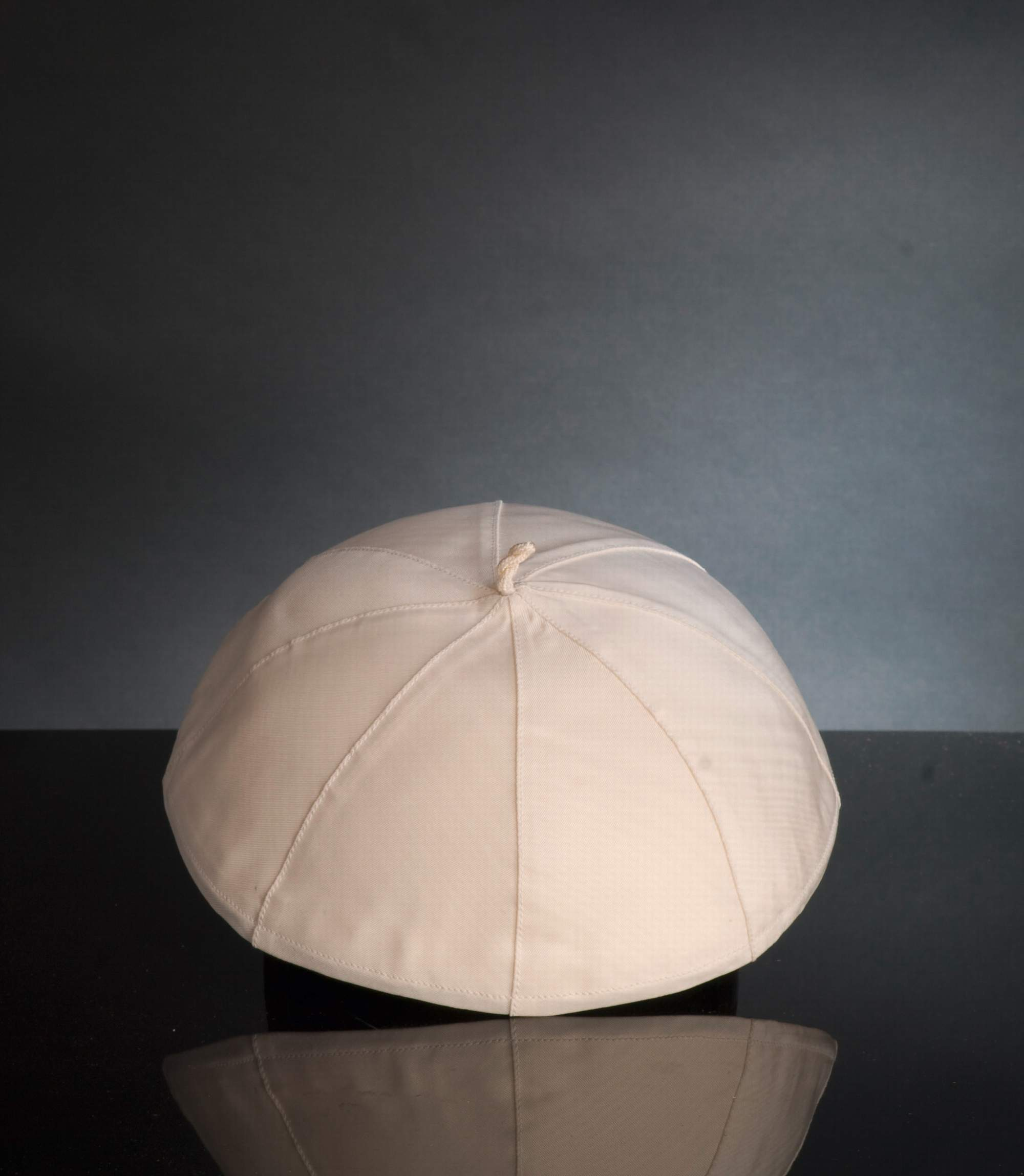
Calotte (soli deo, zucchetto, pileolus) en soie blanche moiré – portée dans l’église catholique romaine par le pape
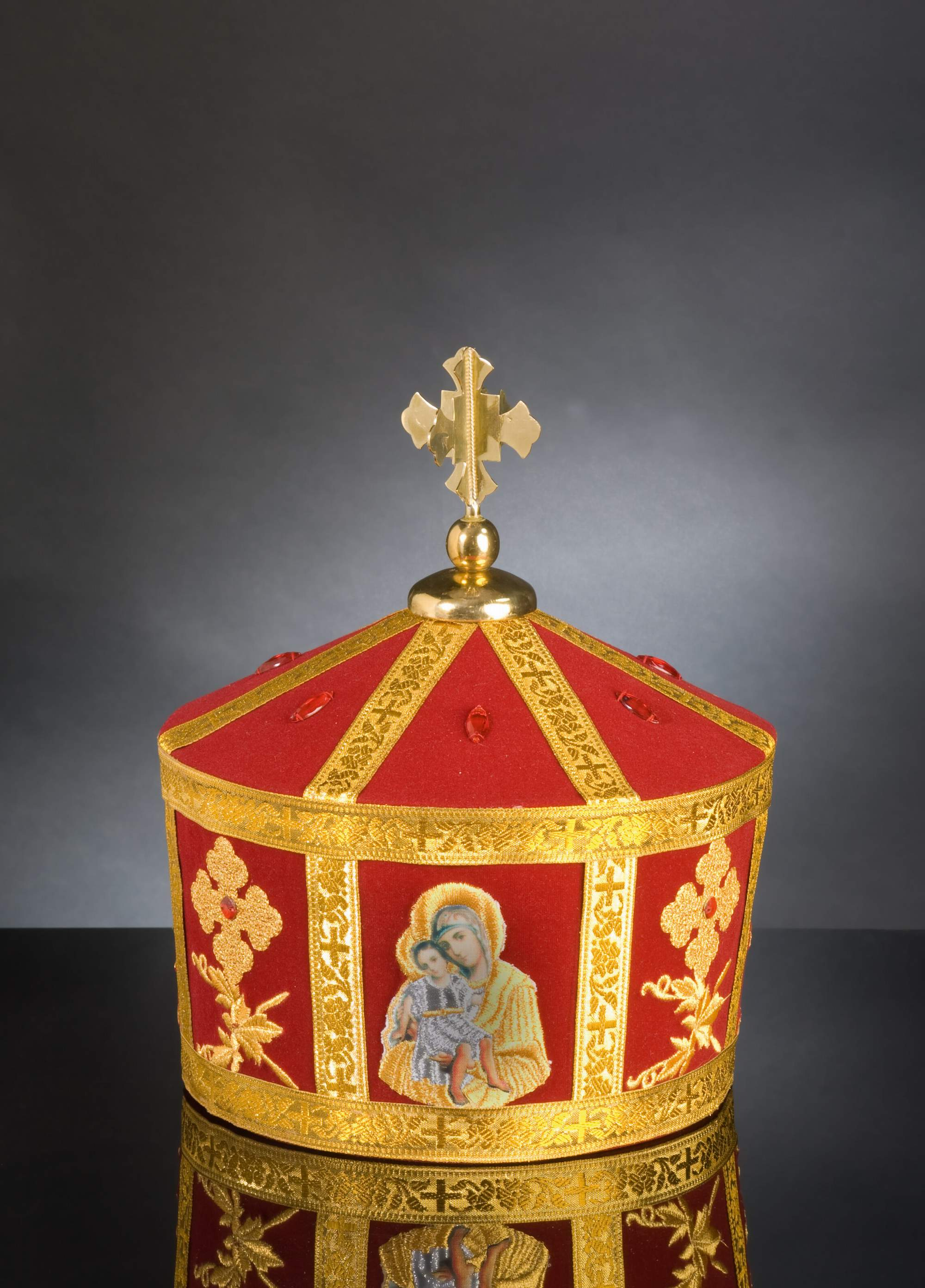
Saghavart – portée dans l’église apostolique arménienne par les archiprêtres
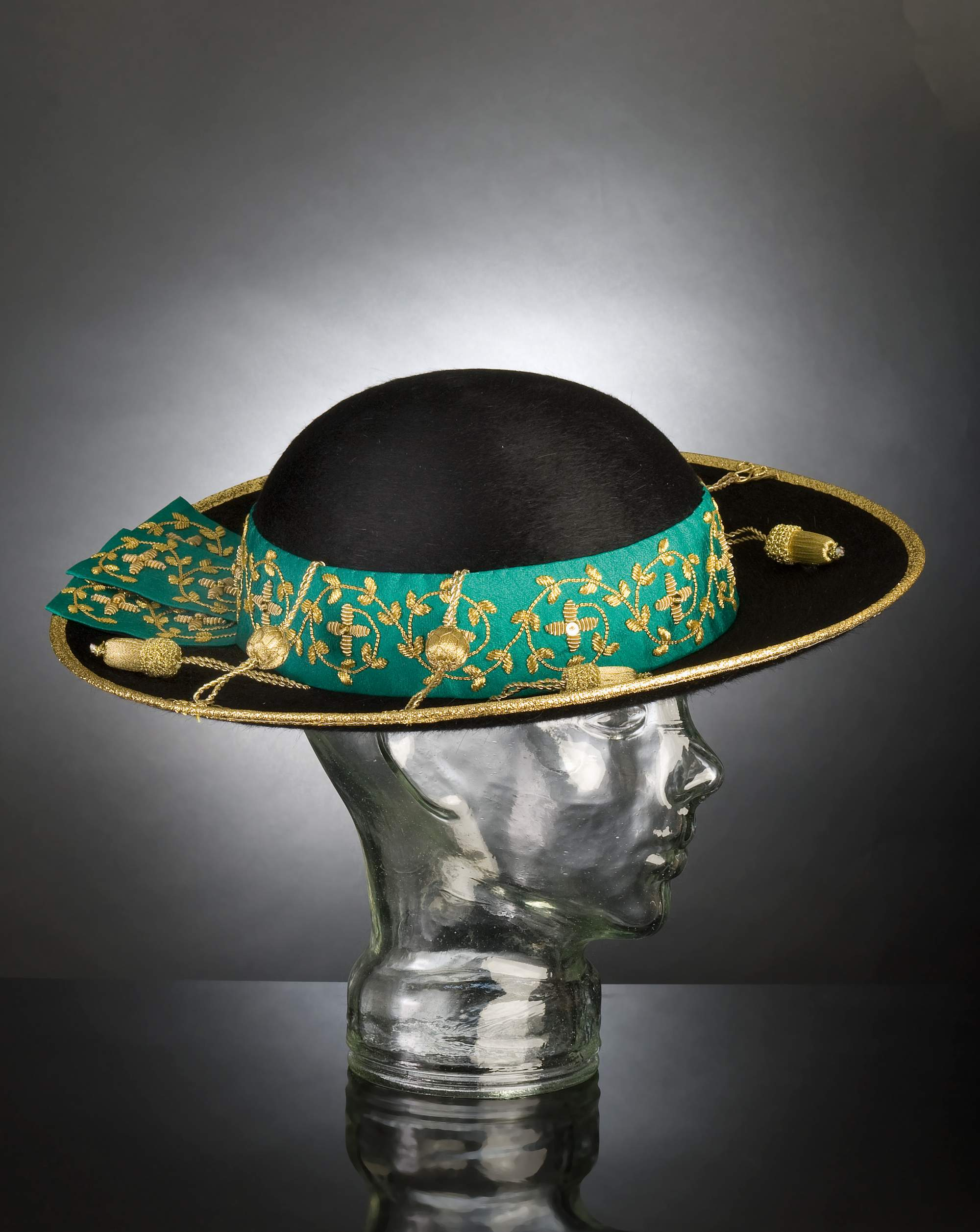
Saturne (Cappello Romano) d’un archevêque serti de riches broderies en fil d’or et cantilles/bouillon
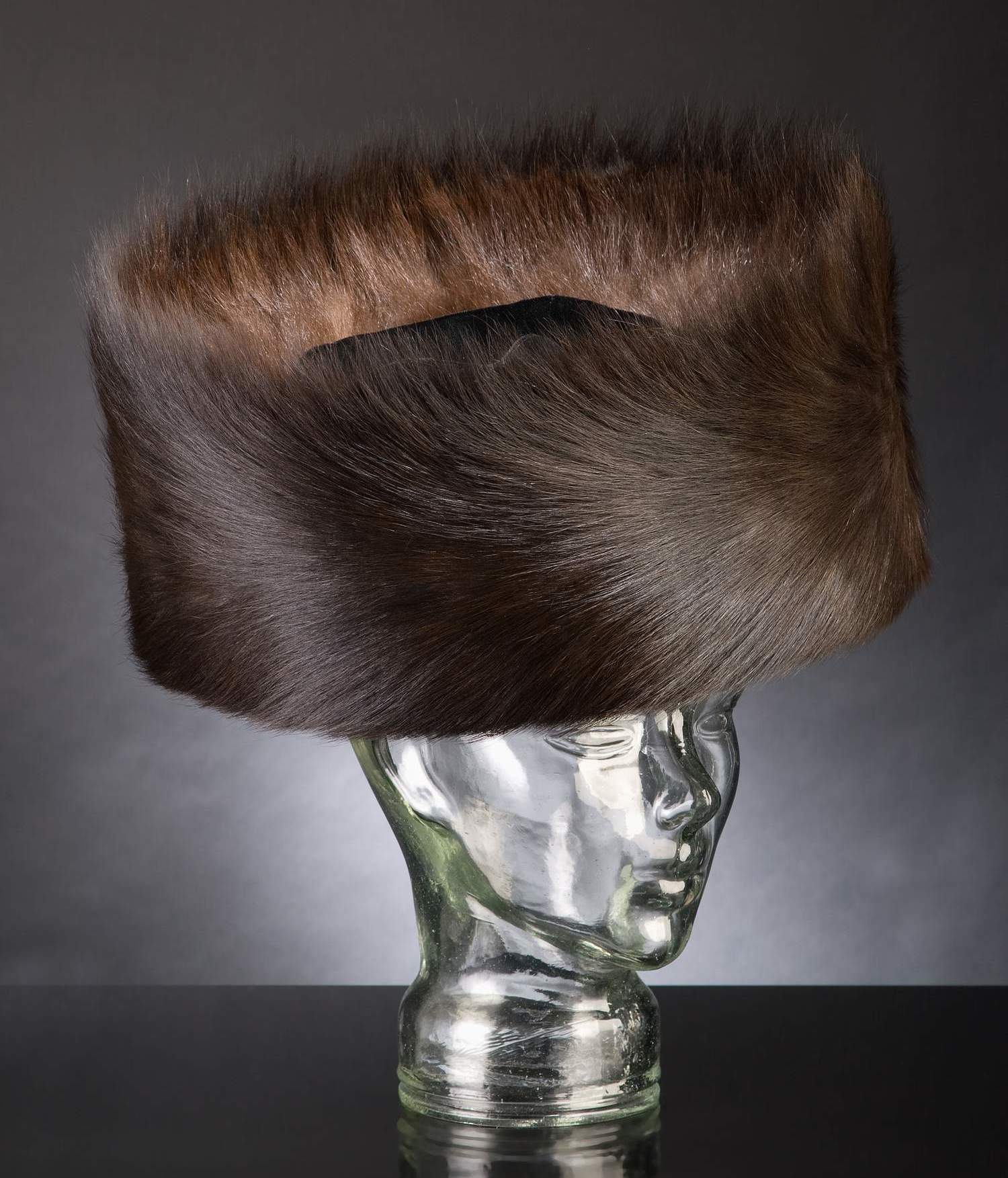
Schtreimel – porté par les juifs hassidiques pendant le shabbat et des jours fériés
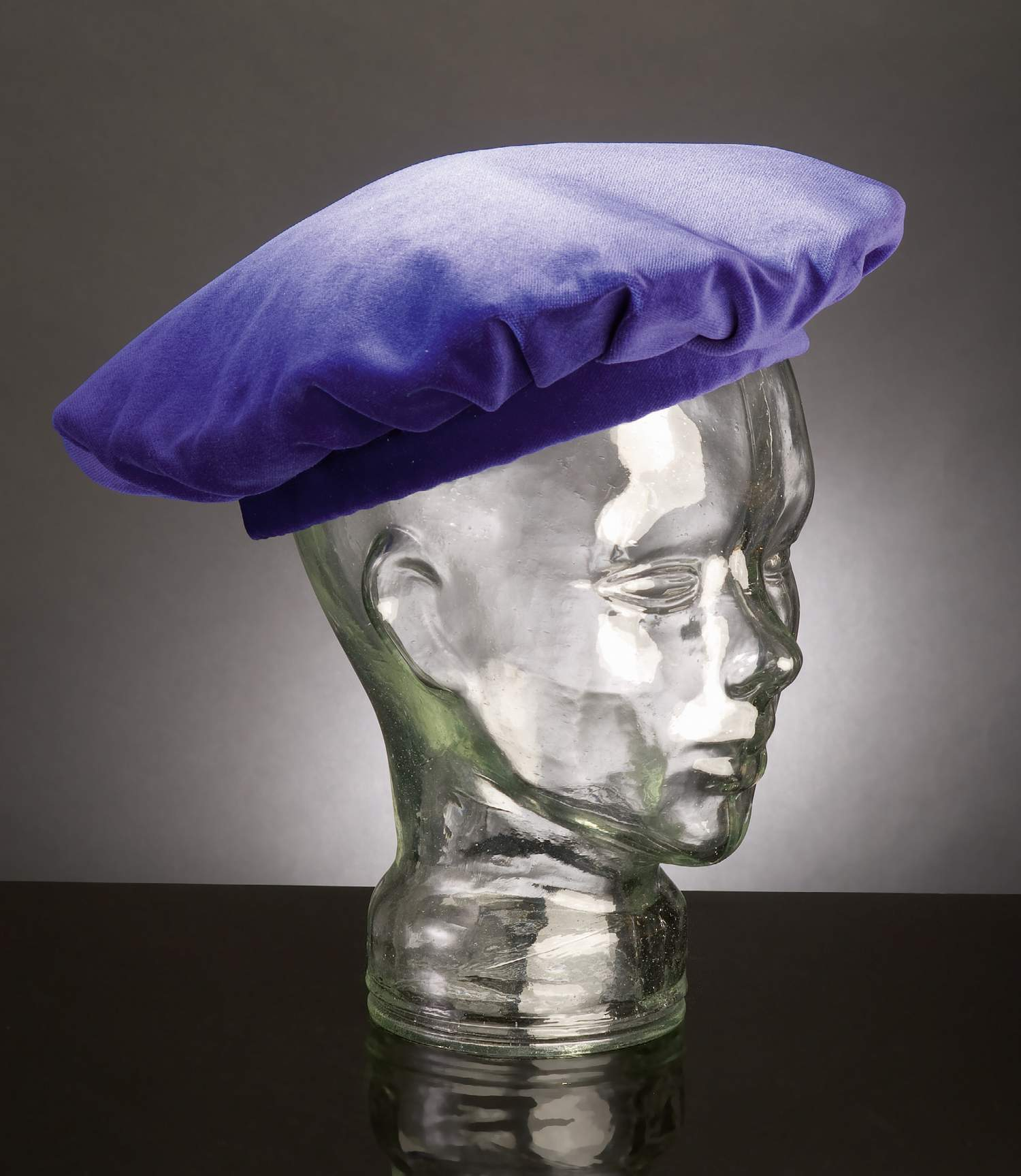
Barrette „Kurhessen-Waldeck“ – portée avec la soutane par le clergé protestant pendant le service hors de l’église
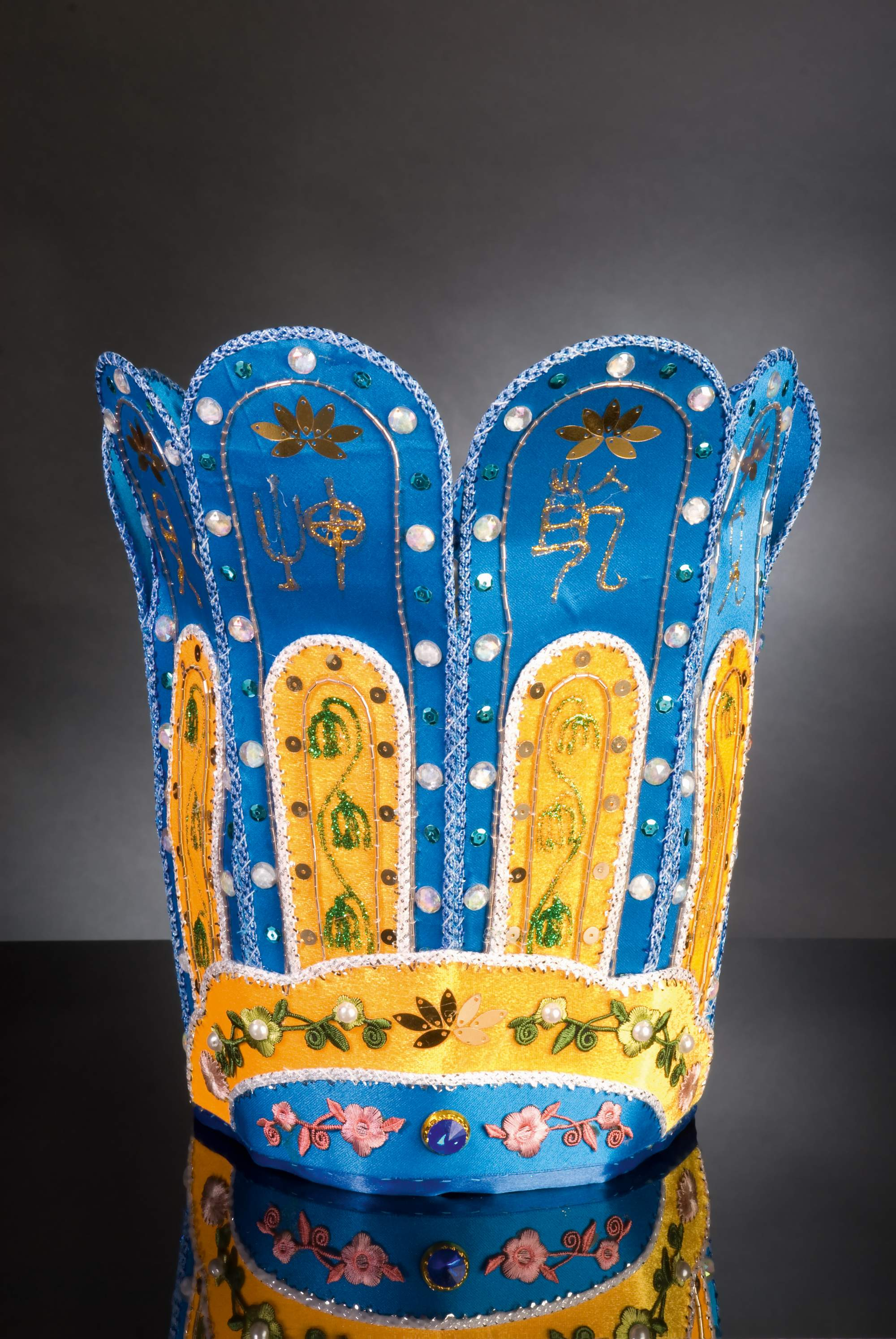
Tam Quam Mao – porté dans le caodaïsme par les cardinaux de la section bleue
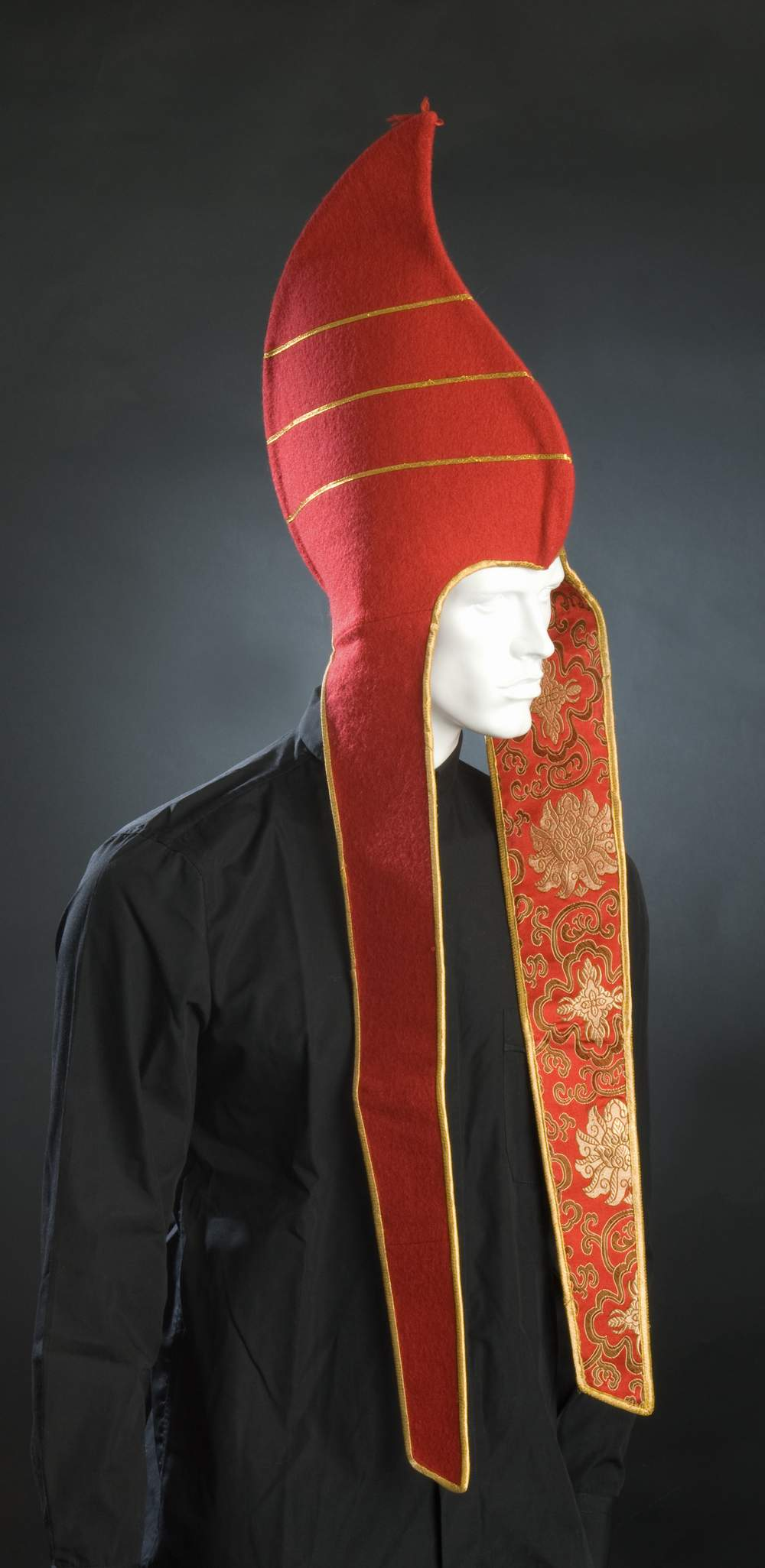
Pan Zva (Chapeau à oreilles longues) – porté dans le bouddhisme tibétain par le pandit du courant nyingma.
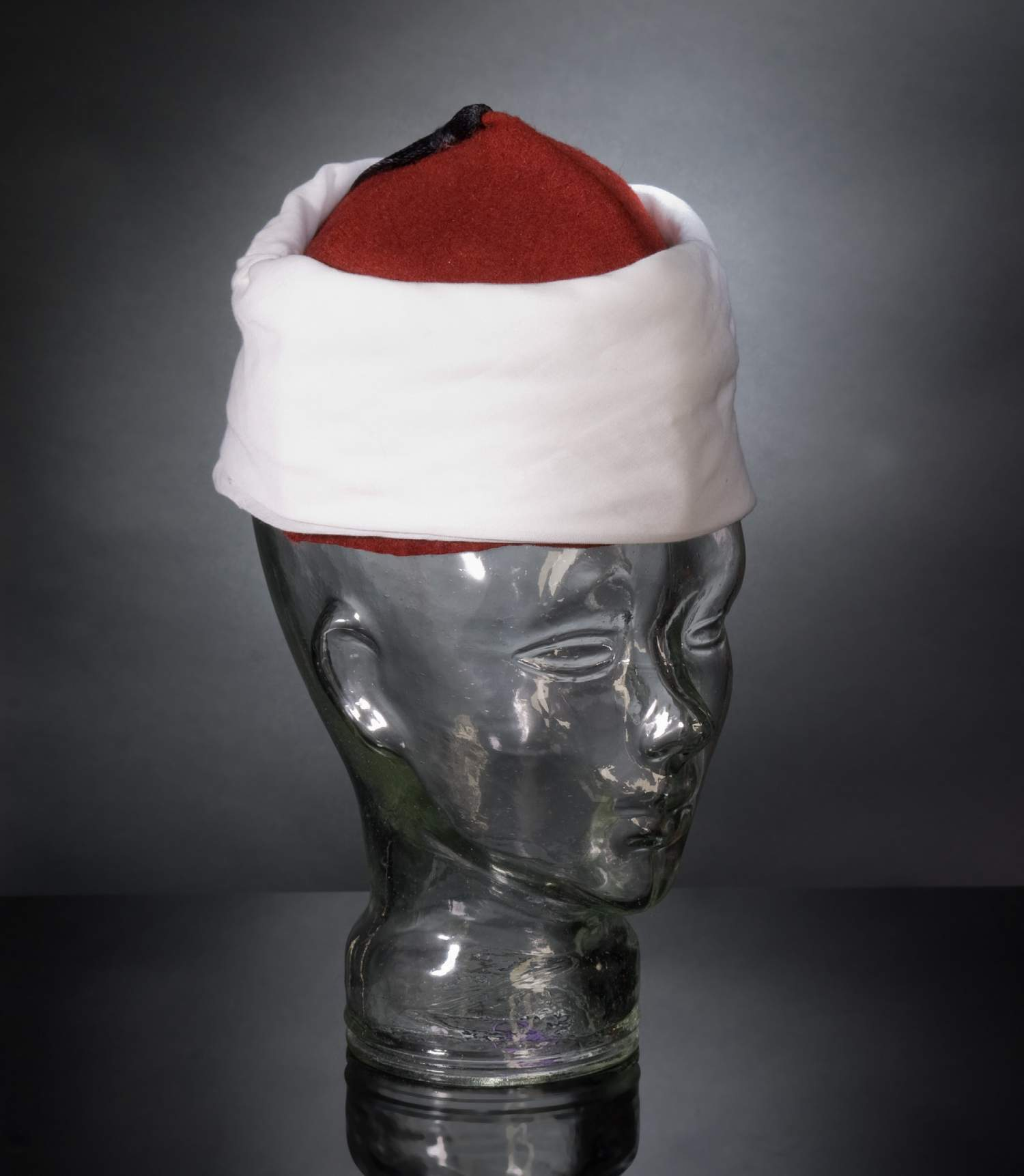
Imam Sarik – porté principalement en Égypte par les imams islamiques
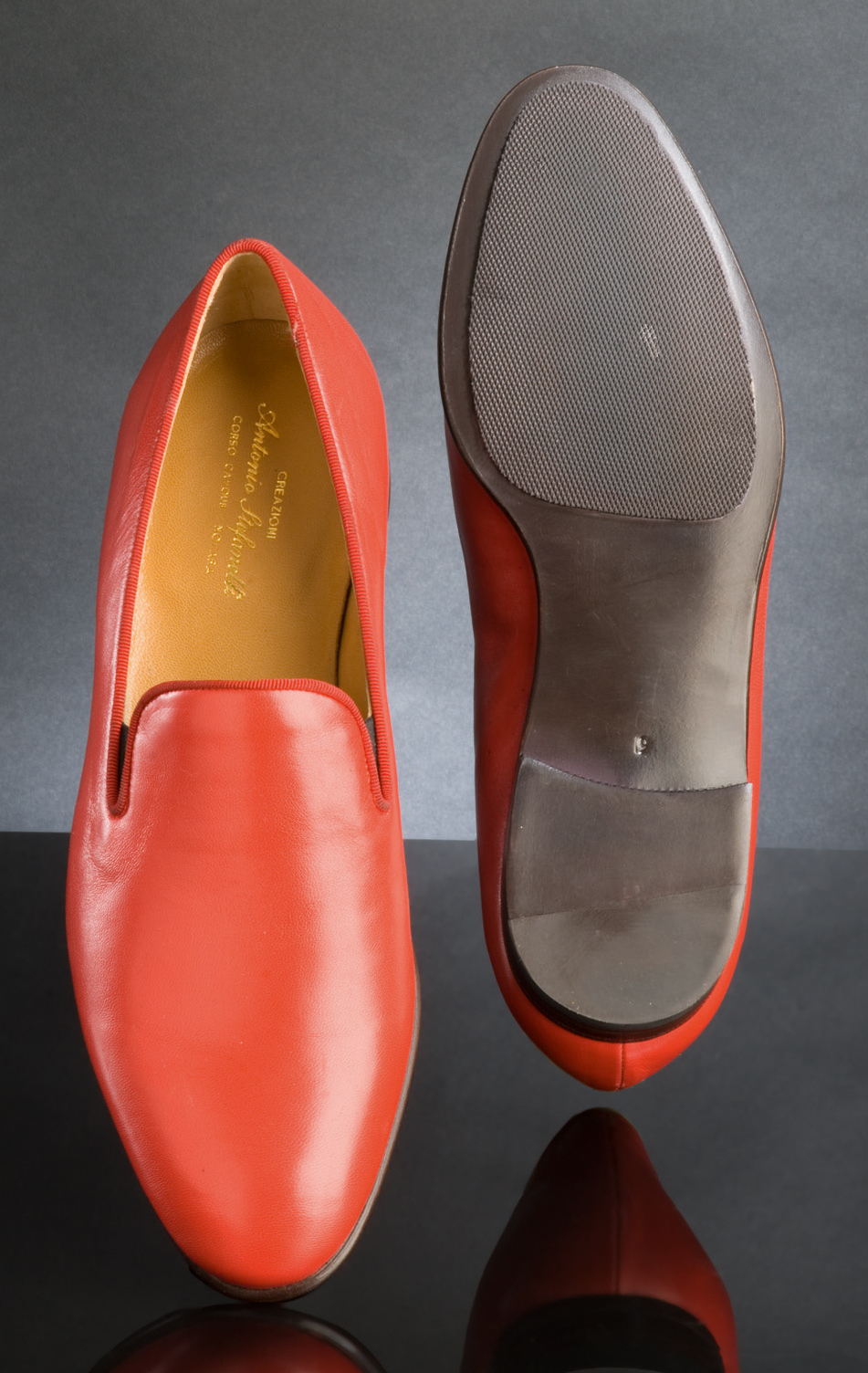
Mocassins papaux, fabriquées par le cordonnier du pape, Adriano Stefanelli, domicilié à Novara – porté par le pape Benoît XVI.